# Elena Ruzina
Elena Ivanovna Ruzina, trasl. angl. Yelena Ruzina, nata Rykunova (in russo Елена Ивановна Рузина?; Voronež, 3 aprile 1964), è una velocista sovietica e russa.

## Palmarès
| Anno                                      | Manifestazione  | Sede       | Evento      | Risultato  | Prestazione | Note  |
| ----------------------------------------- | --------------- | ---------- | ----------- | ---------- | ----------- | ----- |
| In rappresentanza dell' Unione Sovietica  |                 |            |             |            |             |       |
| 1990                                      | Europei         | Spalato    | 400 m piani | Semifinale | dnf         | [ 1 ] |
| 1990                                      | Europei         | Spalato    | 4x400 m     | Argento    | 3'23"34     | [ 1 ] |
| In rappresentanza della Squadra Unificata |                 |            |             |            |             |       |
| 1992                                      | Olimpiade       | Barcellona | 400 m piani | Semifinale | 51"30       |       |
| 1992                                      | Olimpiade       | Barcellona | 4x400 m     | Oro        | 3'20"20     |       |
| In rappresentanza della Russia            |                 |            |             |            |             |       |
| 1993                                      | Mondiali indoor | Toronto    | 4x400 m     | Finale     | dq          | [ 2 ] |
| 1993                                      | Mondiali        | Stoccarda  | 400 m piani | Semifinale | 51"14       |       |
| 1993                                      | Mondiali        | Stoccarda  | 4x400 m     | Argento    | 3'18"38     |       |
| 1995                                      | Mondiali indoor | Barcellona | 4x400 m     | Oro        | 3'29"29     | [ 3 ] |

## Campionati nazionali
- 1 volta campionessa nazionale russa dei 400 metri piani (1993)

1993
- Oro ai campionati russi, 400 metri piani

## Altre competizioni internazionali
1989
- 5ª alla Coppa del mondo, ( Barcellona), 400 m piani - 52"48

1990
- 5ª ai Goodwill Games, ( Seattle), 400 m piani - 51"95
- Oro ai Goodwill Games, ( Seattle), staffetta 4x400 m - 3'23"70

1992
- Oro alla Coppa del mondo, ( L'Avana), staffetta 4x400 m - 3'30"43

1993
- Coppa Europa di atletica leggera ( Roma)